# Juan Cobo

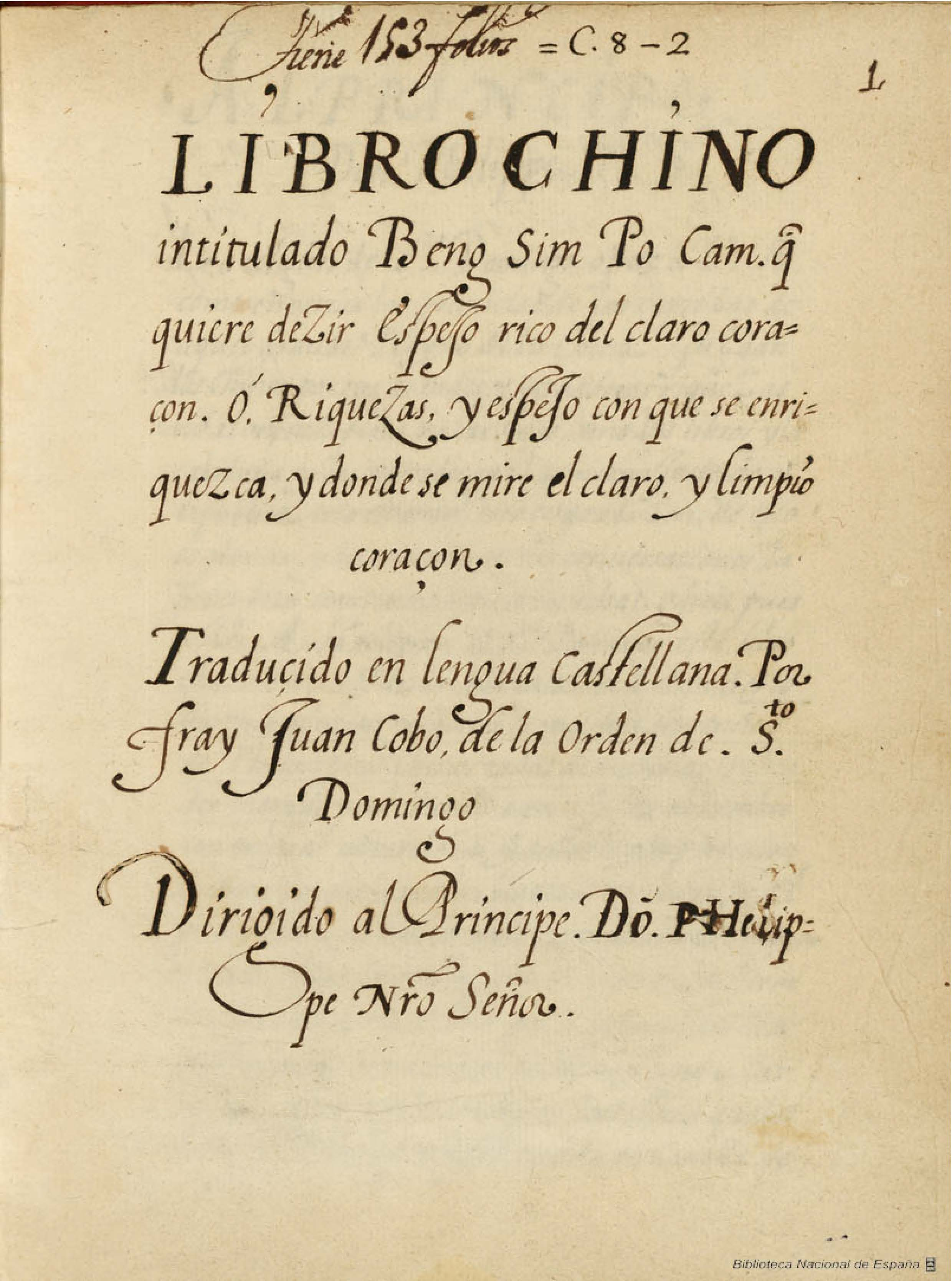
Libro chino intitulado Beng Sim Po Cam que quiere decir Espejo rico del claro corazón, o Riquezas y espejo con que se enriquezca, y donde se mire el claro y limpio corazón [Manuscrito] / traducido en lengua castellana por Fray Juan Cobo, de la Orden de Santo Domingo. - [ca. 1590]. - 153 h. : papel de arroz ; 22 x 17 cm. Signatura Mss/6040. Texto bilingüe en chino (dialecto Minnan) y español.

Juan Cobo (Consuegra, 1547- Formosa, 1592), misionero dominico, diplomático, traductor, astrónomo y sinólogo español. Conocido en chino con el nombre de 高母羡 (transliterado de acuerdo con el sistema Pe̍h-ōe-jī como Kobó Soān, y con el Hanyu pinyin como Gāo Mǔxiàn). 

## Biografía
Tomó el hábito de la Orden de Santo Domingo en Ocaña; inició sus estudios en el Convento de Santo Tomás de Ávila y los completó en Alcalá de Henares. Destacó por sus cualidades intelectuales y una portentosa memoria hasta el punto de que el padre Pedro de Ledesma, profesor de Teología, llegó a escribir que habiendo conocido a los mejores talentos de España, ninguno podía exceder en inteligencia a Fray Juan Cobo. Después volvió a Santo Tomás para regentar una cátedra de Filosofía en este convento y el cargo de maestro de estudiantes, equivalente al actual de Jefe de Estudios. Estando en estas funciones y cuando contaba ya cuarenta años de edad, se ofreció para ser uno de los fundadores de la provincia del Santísimo Rosario en Filipinas y, a pesar de que fue avisado de que por su ya larga edad le esperaba la muerte en esa dura empresa, emprendió el largo viaje, desempeñanando el humilde oficio de despensero. Llegó con ellos a México en octubre de 1586 y permaneció año y medio en la Nueva España, detenido por la necesidad de atajar por medio de la predicación los vicios y corrupción que escandalizaban entonces allí a su orden, y el Virrey lo desterró a Filipinas, con lo que incluso le hizo un favor. Embarcándose para Manila, llegó allí por mayo de 1588 y fue elegido sucesivamente provincial, definidor y lector de Teología. 
Designado para predicar en China junto con el que será luego arzobispo de Manila Miguel Benavides, aprendió a hablar el dialecto min chino o chino del sur, al parecer en cinco meses, para poder predicar; desde la primavera de 1589, ya se atrevía a oír confesiones en chino, y en dos años aprendió unos tres mil caracteres de escritura, con ayuda de un profesor chino, Juan Sami, de forma que pudo leer libros en esta lengua; en una carta decía que se encontraba observando y traduciendo unos libros que “le han traído de China”, unos de comedias, otros de dinastías de emperadores, y, en particular, otro de itinerarios de China, que se puso a traducir de inmediato para enviárselo a Felipe II.
Se ha dicho[cita requerida] que tradujo al chino algunas obras de Séneca, y que escribió otras obras, por ejemplo sobre astronomía y lexicografía.
Participó en la creación del catecismo en lengua china, titulado Doctrina Christiana en letra y lengua china, compuesta por los padres ministros de los Sangleyes, de la Orden de Santo Domingo (1593, póstumo). De este catecismo se conserva un ejemplar en la Biblioteca Vaticana y existe una edición moderna hecha por Jesús Gayo Aragón.
Tradujo al español el Mingxin baojian, 明心寶鑑, con el título de Espejo rico del claro corazón (1592), colección de aforismos y breves diálogos sapienciales de tradición confuciana, budista y taoísta, atribuida a Fan Liben. Se dice que es el primer libro chino traducido a una lengua europea, pero hay debate al respecto. Mingxin baojian sirvió en siglos pasados de libro de texto en las escuelas chinas para aprender a leer el español y se difundió por Corea, Vietnam y Japón. 
Juan Cobo, aficionado a las matemáticas, divulgó también en Asia la astronomía occidental a través de un libro impreso de 62 páginas - bajo el título Bian zhengjiao zhenchuan shilu, 辯正教真傳實錄 - que contiene una primera parte de discusiones teológicas y una segunda de cosmografía occidental, publicado póstumamente en 1593. Se ha dicho que Shih Lu, o Shi Lu, o Shilu (llamado así sobre la base de la transcripción los dos últimos caracteres de las primeras palabras que aparecen en el libro chino: Shilu 實錄) es simplemente una adaptación de la Introducción al símbolo de la Fe de fray Luis de Granada con el título de Shilu, Apología de la verdadera religión. Esta opinión está siendo revisada por la crítica actual. En estos debates, se entrevé que Shiilu es mucho más que una traducción libre del trabajo de Luis de Granada. La única copia conservada hasta el día de hoy se encuentra en la Biblioteca Nacional, Madrid. 
Juan Cobo y Miguel de Benavides levantaron también un hospital y la iglesia de San Gabriel, en el Parián o barrio chino para los sangleyes de Manila.
Fue enviado al Japón como embajador por el gobernador de Filipinas don Gómez Pérez Dasmariñas en 1592; desembarcaron en Taico Sama y allí Toyotomi Hideyoshi le recibió con grandes honores. La embajada estaba compuesta por el capitán Lope de Llano, Juan Cobo y dos intérpretes chinos cristianos de Manila, uno de ellos llamado Antonio López y el otro Juan Sami, “maestro de lengua china”. Allí les recibió el capitán Juan Solís y su criado Luis, que llevaban algún tiempo en la isla, a fin de facilitar más la comunicación. El objetivo principal de los embajadores era verificar la autenticidad de una carta amenazadora de Hideyoshi y conseguir la amistad de los japoneses o, en su defecto, retrasar la posible invasión de las Filipinas. Ajustó un tratado de paz por el que se consentía reanudar la predicación del Evangelio, hacía largo tiempo prohibida, en todo el imperio. Gracias a su gestión se reanudó, pues, el culto de la Iglesia católica en el Japón. 
Embarcado hacia las Islas Filipinas, una furiosa tormenta le arrojó a la isla de Formosa, donde fue asesinado, presumiblemente junto con Sami, por los habitantes del «reyno de Tamchuy» (Tamsui, en el noroccidente de Formosa) en noviembre de 1592.

## Obras
- Carta de Juan Cobo del 13 de junio de 1589 a otros religiosos. Reprinted in Jose Antonio Cervera, ed. Cartas del Parian: Los chinos de Manila a finales del siglo XVI a través de loa ojos de Juan Cobo y Domingo de Salazar. (2015), pp. 84-101.
- Manuscrito en la Biblioteca National, Madrid, titulado Libro chino intitulado Beng Sim Po Cam, que quiere decir Espejo rico del claro corazón o Riquezas y espejo con que se enriquezca y donde se mire el claro y límpido corazón. Traducido en lengua castellana por fray Juan Cobo, de la orden de Santo Domingo. Dirigido al príncipe Don Felipe nuestro Señor (Manila, 1590?), signatura Mss/6040. Hay ediciones modernas: (1) El libro chino Beng Sim Po Cam o Espejo Rico del Claro Corazón. Traducido en lengua castellana por fray Juan Cobo de la orden de Santo Domingo. Edición e Introducción del P. [Luis Alonso] Getino [O.P.]. Madrid: Biblioteca Clásica Dominicana, 1924. (2) Beng Sim Po Cam o Espejo Rico del Claro Corazón. primer libro traducido en lengua castellana por Fr. Juan Cobo, O.P. (c.a. 1592); edición preparada y publicada por Carlos Sanz. Madrid: Lib. General Vict. Suárez, 1959. (3) Beng Sim Po Cam o Rico espejo del buen corazón. El Mingxin Baojian de Fan Liben traducido por Juan Cobo hacia 1590, en edición de Manuel Ollé. Barcelona: Península, 1998.  (4) Espejo rico del claro corazón. Traducción y transcripción del texto chino por Fray Juan Cobo. Edición con estudio crítico de la doctora Limei Liu, Madrid: Letrúmero, 2005.
- Incunable Bian zhengjiao zhenchuan shilu 辯正教真傳實錄 (Testimony of the True Religion), fechado en 1593. Existe solo una copia que se encuentra en la Biblioteca Nacional, Madrid, signatura R/33396. Existe una edición del siglo XX, con introducciones por Alberto Santamaría, Antonio Domínguez, Fidel Villarroel; editado por Fidel Villarroel. Manila: University of Santo Tomás, 1986.

- Doctrina Christiana en letra y lengua China (1592-93). Facsímil publicado por Jesús Gayo Aragón, O.P. Doctrina Christiana: primer libro impreso en Filipinas, facsímile del ejemplar existente en la Biblioteca Vaticana. Manila: Real y Pontificia Universidad de Santo Tomás de Manila, 1951.
- Sententiae plures et graves philosophorum etiam gentilium ut Senecae et smilium ex eorum libris excertae et Sinicae reditae.
- Lingua sinica ad certam revocata methodum quatuor distinctis caracterum ordinibus generalibus, specificis et individualis; seu vocabularium sinensis.